# Пираты Эгейского моря
«Пираты Эгейского моря» (греч. Ο Θεός αγαπάει το χαβιάρι; досл.: «Бог любит икру») — греко-российский фильм 2012 года режиссёра Янниса Смарагдиса.
Самый дорогой греческий фильм за всю историю, самый кассовый фильм в Греции в кинопрокате 2013 года.
Фильм основан на реальных событиях — история грека Иоанниса Варвакиса, прошедшего путь от обычного греческого пирата до офицера русского флота, любимца Екатерины II, и богатейшего экспортёра чёрной икры, не оставляющего борьбу за независимость Греции и Греческую революцию.

## Сюжет
Молодой греческий моряк Иоаннис Варвакис превыше всего ценит свою свободу, и становится капитаном пиратского судна в Эгейском море. Во время войны с турками он оказывается в бою вместе с пришедшей на помощь грекам русской эскадрой графа Орлова. За свои подвиги становится офицером русского флота в чине поручика. На аудиенции в Санкт-Петербурге он находит благодарность Екатерины II, которая награждает его правом на свободный промысел на Каспии. Он становится богатым рыбодобытчиком. Но он по прежнему ценит свободу — и свою и друзей — отправляется в Персию чтобы выкупить из рабства попавшего в плен Ивана, ставшего ему другом на всю жизнь. Как-то на Каспии он встречает рыбака, открывающему ему ценность чёрной икры, и Варвакис начинает экспорт этого деликатеса. Он становится богатым и могущественным, участвуя в хитросплетениях Екатерины Второй по расширению русской власти в регионе. В то же время он не забывает о своей родине, где его друзья ведут борьбу за независимость Греции, отправляя им деньги и оружие, становится членом тайного общества Филики Этерия. Веря, что только свобода даёт людям счастье, он раздаёт всё своё имущество в России рыбакам и отправляется в Грецию, чтобы служить своему народу. Его популярность среди греков сильно беспокоит британцев, которые претендуют на Грецию желая видеть её своей колонией, и они заточают его как душевнобольного в больницу на отдалённом острове, откуда ему уже никогда не выйти.

## В ролях
- Себастьян Кох — Иван Варвакис
- Евгений Стычкин — Иван, слуга Варвакиса
- Ольга Сутулова — Елена, жена Варвакиса
- Катрин Денёв — Екатерина II
- Христофорос Папакалиатис — Потёмкин
- Крис Раданов — Орлов
- Джон Клиз — МакКормик
- Хуан Диего Ботто — Лефентариос
- Лакис Лазопулос — божий рыбак
- Фотини Баксевани — Людмила
- Ирини Балта — первая жена Варвакиса
- Марисса Триандафиллиду — Мария, дочь Варвакиса
- Лаброс Ктенавос — Андрей, сын Варвакиса и Елены
- Александра Сакелларопулу — мать Варвакиса
- Ник Эшдон — британский посол
- Александрос Милонас — премьер-министр Греции
- Димитрис Маврос — Никос, пират, друг Варвакиса
- Акис Сакеллариу — Кимон
- Йоргос Котанидис — Теодорос Колокотронис, предводитель повстанцев

## Съёмки
Совместное греко-российское производство афинской компании Smaragdis Alexandros Film режиссёра фильма Янниса Смарагдиса и российской Творческой студии «Стелла» Фёдора Попова.
Съёмки велись в Пилосе и других местах Греции, таких как острова Эгейского моря как Крит, Эгина, Псара (где родился Варваккс), а так же в России — в Санкт-Петербурге и Астрахани.
Бюджет фильма составил 6,5 млн евро (или около 8 млн. долларов), что делает его самым дорогим греческим фильмом за всю историю, до этого звание такого фильма держал так же фильм режиссёра Смардиса «Эль Греко» с бюджетом в 6,2 млн евро. Режиссёр Смарадис привлёк ранее с ним работавших над фильмом «Эль Греко» оператора Ариса Ставру и художника по костюмам Лалу Уэте.

## Прокат
Мировая премьера фильма состоялась в сентябре 2012 года на 37-м Международном кинофестивале в Торонто.
В кинотеатрах Греции фильм вышел с 11 октября 2012 года и одержал триумфальную победу в прокате возглавляя кассовые сборы в течение трех недель, фильм посмотрели 300 000 зрителей, в прокате собрал 2,7 млн долларов, что сделало его самым кассовым греческим фильмом года, но сборы, конечно, были недостаточны, чтобы фильм принес прибыль, и оказались значительно ниже чем у самого кассового греческого фильма «Эль Греко» с его 8,2 миллиона долларов в 2007 году, но тогда были другие условия, а в 2012 году в период кризиса в Греции кинопрокат упал на треть.
В кинопрокат в России фильм вышел лишь спустя три года летом 2015 года числом всего в 30 копий и прошёл практически незамеченным.

## Критика
В целом фильм получился слабым и получил негативные отзывы: «Напыщенный, неуклюжий и настолько неискренний, насколько это возможно», — написал Николас Белл из IonCinema после показа фильма в Торонто в начале этого года. «Эта историческая мелодрама представляет собой одну мучительно срежиссированную сцену за другой».
Но при этом критики учитывают, что хотя фильм — самый дорогой проект Греции , но для эпической картины бюджет в 8 млн. долларов более чем скромен (так, первые «Пираты Карибского моря» имели бюджет 140 млн долл., а продолжения стоили 230—300 млн долларов каждая), и критики подчёркивают, что удача уже в том, что с таким бюджетом фильм вообще вышел.

Фильм получился средненьким. Во-первых, хоть хронометраж не столь велик, кино кажется затянутым. Причина этого кроется в недостатке захватывающих динамичных сцен и драматизма, присущего множеству исторических фильмов. Но в то же время «Пираты Эгейского моря» хорошо рассказывает о реальных исторических фактах и персонажах, что может заинтересовать искушенного в этом зрителя. Также погружению в историю способствуют отличные костюмы и декорации.— Версия

Поверхностный, исторически неточный и абсолютно бездушный фильм о человеке, заслуживающем большего внимания и со стороны греческих, и со стороны российских кинематографистов. Грешно распоряжаться такими сюжетами столь бездарно. Для биографической ленты «Пираты» получились слишком поверхностными — сюжет зияет дырами, мотивация героев отсутствует в принципе, исторические реалии хромают в самых очевидных вещах. Картина о пирате, двигается со скоростью безногого калеки. Повествование столь уныло, что клонит зрителя в сон… Вместо яркой биографической ленты зритель получил теленовеллу о сомнительной исторической персоне с невнятными мотивами, которой место в дневном эфире кабельного канала для домохозяек.— Фильм.ру
Однако, всеми критиками подчёркивается значение этого фильма, что и обусловило его рекорд в прокате Греции — герой, несмотря ни на что борющийся за независимость Греции, оказался актуален в тот самый момент, когда Греция из-за долгового кризиса была вынуждена несмотря на протесты греков подчинится правилам и диктату Европейского союза и Международного валютного фонда.

Эпическая история моряка, предпринимателя и национального героя Иоанниса Варвакиса, одержала триумфальную победу в прокате в темные времена для самооценки страны— The Guardian

Режиссёр стремится «пролить бальзам» на душу сегодняшнего грека другой биографией великого грека, как говорит режиссер: «Если бы каждый из нас последовал его примеру, то сегодняшняя Греция определенно была бы другой». Как это? Чтобы сегодняшний безработный или задавленный кредитами лавочник принял модель пирата—магната 18-го века?— Η Αυγή